# 基拉·兰贝林克

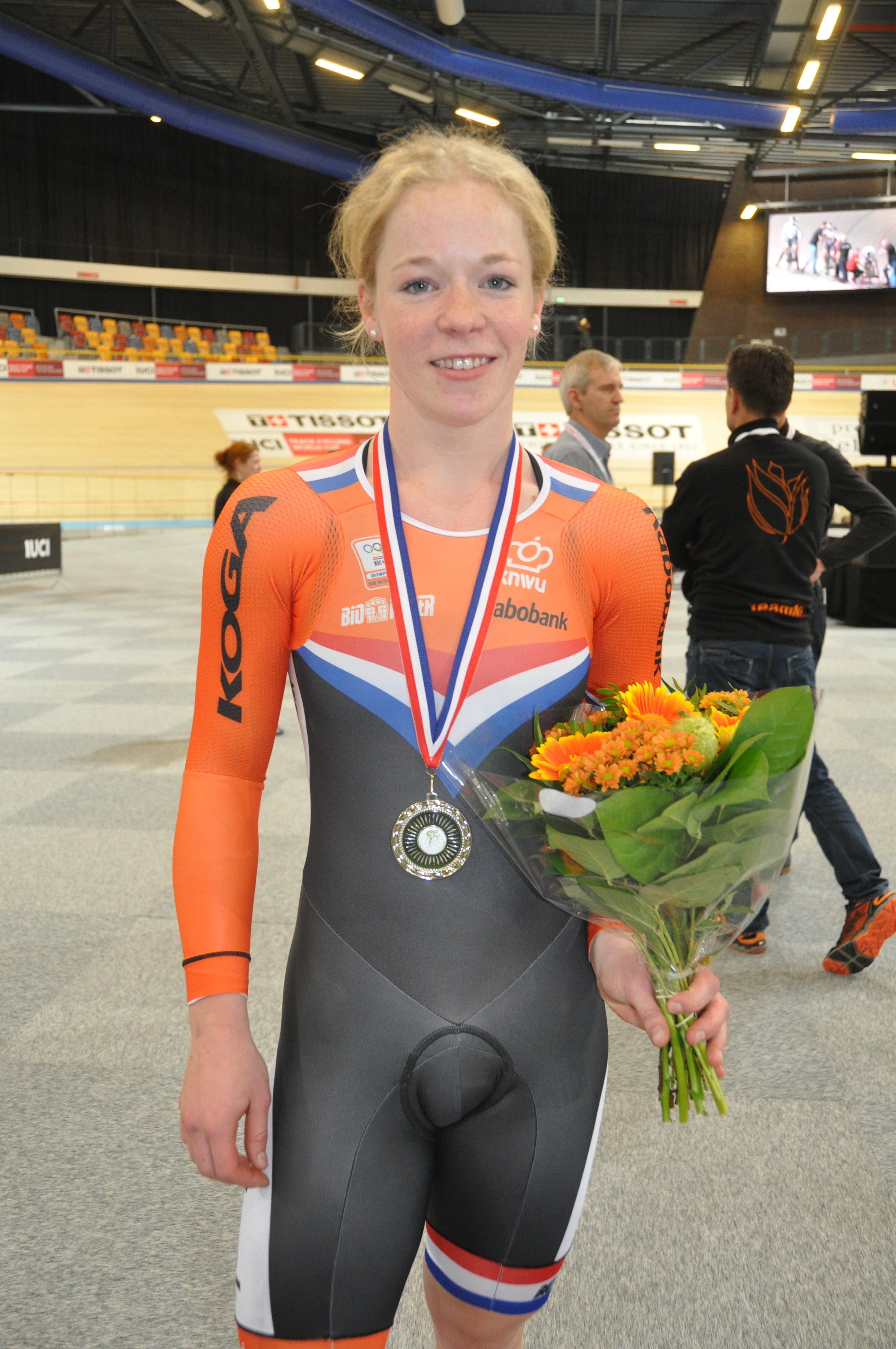
基拉·兰贝林克

基拉·兰贝林克（荷蘭語：Kyra Lamberink，1996年4月15日—）是一名荷兰女子场地自行车运动员。她曾在2018年世界場地自由車錦標賽上获得女子团体竞速赛银牌。她也参加了2019年欧洲运动会，结果获得女子团体竞速赛的铜牌。